# Bijou Heron
Bijou Heron, nom de scène d'Helene Wallace Stoepel, née le 1er septembre 1863 à New York et morte le 18 mars 1937 dans la même ville, est une actrice de théâtre américaine, connue pour ses rôles dans les années 1870 alors qu'elle était enfant.

## Biographie
Née à New York, elle est la fille du compositeur et chef d'orchestre allemand Robert Stoepel (en), et de l'actrice irlando-américaine Matilda Heron (en). Elle apparaît à l'âge de six ans dans une production de Médée au Bowery Theatre (en) où sa mère joue le rôle-titre.
En 1873, âgée de 10 ans, elle entre dans la troupe d'Augustin Daly au Fifth Avenue Theatre et adopte le nom de scène Bijou Heron. Elle tient son premier rôle principal dans Monsieur Alphonse, adaptation dramatique d'un roman d'Alexandre Dumas. La saison suivante, elle reçoit les éloges de la critique pour son interprétation d'Oliver dans Oliver Twist. Le casting comprend les acteurs Fanny Davenport (en), Charles Fisher et James Lewis. En 1876, elle rejoint la compagnie AM Palmer (en) au Union Square Theatre. On la voit dans Miss Multon avec Clara Morris (en), et dans une adaptation de Nicholas Nickleby dans le rôle de Smike. Elle suit la tournée de la compagnie, jouant pendant trois mois à San Francisco. De retour à New York, on la sollicite pour remplacer l'actrice Sara Jewett dans A Celebrated Case avec Charles Coghlan (en). Elle apparaît plus tard dans The School for Scandal avec Coghlan, John Parcelle, Harry Crisp et Anne Hartley Gilbert (en).
Elle vit en Angleterre après la mort de sa mère en 1877. On la voit dans plusieurs productions au Royal Court Theatre à Londres avec Maurice Barrymore et Arthur Cecil (en). Elle effectue une tournée en Angleterre avec l'acteur et dramaturge Dion Boucicault. Après son retour à New York, elle revient à la compagnie de Daly. Elle joue dans Odette aux côtés de l'acteur et producteur Henry Miller (en), qu'elle épouse le 1er février 1883 à New York. Le couple part en tournée avec C.W. Couldock (en) pour jouer Hazel Kirke (en) dirigé par Daniel Frohman. Ils rejoignent par la suite la compagnie Clara Morris.
Le couple a trois enfants : le producteur de théâtre Gilbert Miller (en),; l'acteur et réalisateur John Heron Miller (alias Henry Miller, Jr.) et Agnes Heron Miller, actrice et première épouse de l'artiste Tim McCoy.
Bijou Heron meurt le 18 mars 1937 à son domicile à New York et inhumée au cimetière Green-Wood à Brooklyn.